# Viola phalacrocarpa
Viola phalacrocarpa Maxim. – gatunek roślin z rodziny fiołkowatych (Violaceae). Występuje naturalnie na Rosyjskim Dalekim Wschodzie (w Kraju Nadmorskim), w Chinach (w zachodnim Gansu, Hebei, południowo-wschodnim Heilongjiang, Henan, Hubei, Hunan, wschodnim Jilin, Liaoning, Shaanxi, Szantung, Shanxi i Syczuan, a także w regionach autonomicznych Mongolia Wewnętrzna i Ningxia), na Półwyspie Koreańskim oraz w Japonii. 

## Morfologia
PokrójBylina dorastająca do 6–17 cm wysokości, tworzy kłącza.
LiścieBlaszka liściowa ma kształt od owalnego do okrągławego. Mierzy 1,5–7 cm długości oraz 1,2–6 cm szerokości, jest karbowana na brzegu, ma sercowatą nasadę i ostry lub tępy wierzchołek. Ogonek liściowy jest nagi i ma 4–13 cm długości. Przylistki są lancetowate.
KwiatyPojedyncze, wyrastające z kątów pędów. Mają działki kielicha o lancetowatym lub owalnie lancetowatym kształcie i dorastające do 6–7 mm długości. Płatki są odwrotnie jajowate lub podługowato odwrotnie jajowate, mają purpurową barwę oraz 11–13 mm długości, dolny płatek jest odwrotnie jajowaty, mierzy 17-22 mm długości, posiada obłą ostrogę o długości 6-9 mm.
OwoceTorebki mierzące 6-8 mm długości, o elispoidalnym kształcie.

## Biologia i ekologia
Rośnie w zaroślach, na łąkach i skarpach. 